# Bârsana, Alba
Bârsana este un sat în comuna Șugag din județul Alba, Transilvania, România.